# Georg Oskar Schubert
Georg Oskar Schubert (* 1. Januar 1900 in Gablonz, Böhmen; † 21. Juli 1955 in Darmstadt) war ein deutscher Fernsehtechniker. 

## Leben
Als Sohn eines Kaufmannes studierte er Elektrotechnik an der Technischen Hochschule Dresden, wo er Assistent von Heinrich Barkhausen war und 1925 zum Dr.-Ing promovierte. 
Er ging dann ans Berliner Entwicklungslabor von Siemens & Halske, wo er sich der hochfrequenten Bildübertragung widmete. 
1929 gründeten die Baird Television Ltd., Bosch, Radio AG D. S. Loewe und die Zeiss Ikon AG in Berlin-Zehlendorf die Fernsehentwicklungs- und -produktionsgesellschaft Fernseh AG, zu der Schubert am 1. März 1930 als Entwicklungsleiter wechselte. 
Da um 1930 in Deutschland noch keine elektronischen Fernsehaufnahmekameras zur Verfügung standen, erfand er 1934 das Zwischenfilmverfahren, bei dem der von einer Filmkamera belichtete Film sofort entwickelt und anschließend elektronisch abgetastet wurde. Damit waren erstmals Außenaufnahmen von Fernsehbildern möglich. Das Verfahren wurde u. a. bei den Olympischen Sommerspielen 1936 in Berlin verwendet. 
Ferner entwickelte er eine „Gegenseh-Fernsprechanlage“ (Bildtelefonie), die die Deutsche Reichspost ebenfalls 1936 in Berlin und anderen deutschen Städten in Betrieb nahm. 
Während des Zweiten Weltkriegs war er Vorstandsmitglied und Geschäftsführer der nunmehrigen Fernseh-GmbH und maßgeblich an der Entwicklung der optischen Schnellübertragung für den Einsatz bei der Flugabwehr tätig. Die Fernseh-GmbH wurde in den Sudetengau verlagert, wo er Anfang 1945 in sowjetische Kriegsgefangenschaft geriet. Er war unter anderem in Sibirien gefangen und wurde erst Ende 1954 schwerkrank entlassen. 